# William Inman
Pour les articles homonymes, voir Inman.
William Inman, né le 6 avril 1825 à Leicester et mort à Upton Manor le 3 juillet 1881, est un armateur britannique. 

## Biographie
Il s'associe dès 1849 à Richardson Brothers et pilotent les services entre Liverpool et Philadelphie. 
Il fonde en 1867 la Liverpool, New York and Philadelphia Steamship Company, à l'origine de la Inman Line. La compagnie acquiert de nombreux navires de croisières dont le City of Berlin en 1875 et en fait construire tel le SS City of Berlin. 
Il est inhumé dans le cimetière de Moreton, Merseyside (en). 
Jules Verne le mentionne dans le chapitre XXXII de son roman Le Tour du monde en 80 jours ainsi que dans le chapitre XX de Une ville flottante.